# Salisbury (ort i Dominica)
Salisbury är en ort i Dominica.   Den ligger i parishen Saint Joseph, i den sydvästra delen av landet, 16 km norr om huvudstaden Roseau. Antalet invånare är 1 413.
Terrängen runt Salisbury är lite bergig. Havet är nära Salisbury åt sydväst. Runt Salisbury är det ganska tätbefolkat, med 129 invånare per kvadratkilometer. Närmaste större samhälle är Roseau, 16,0 km söder om Salisbury. I omgivningarna runt Salisbury växer i huvudsak städsegrön lövskog.